# Chester William Harrison
Chester William Harrison (* 14. Juli 1913 in Trafalgar, Indiana; † 6. Januar 1994) war ein US-amerikanischer Schriftsteller und Fotograf. Er gilt als Vielschreiber.

## Leben und Wirken
Harrison war der Sohn von Frederick Harrison (1885–1963) und dessen Ehefrau Anna Elizabeth Taylor (1888–1972). Nach Absolvierung der Schulzeit fand Harrison in seiner Heimatstadt eine Anstellung als Fotograf.
Durch seine Bekanntschaft mit dem Schriftsteller Luke Short angeregt, versuchte er ebenfalls als Schriftsteller Fuß zu fassen. 1936 konnte er mit der Veröffentlichung seiner Erzählung Boothill Traill in der Zeitschrift Collier’s Weekly erfolgreich debütieren, aber erst nach Ende des Zweiten Weltkriegs erlebte er seinen literarischen Durchbruch. Neben seinem eigenen Namen benutzte Harrison u. a. die Pseudonyme C. W. Harrison, Coe Williams und Will Hickok.

## Werke (Auswahl)

### Als C. William Harrison
Jugendbücher
- Oilmen and what they do. New York 1965.
- Rivers. Riches of the earth. New York 1967.
- Wildlife. New York 1970.

Sachbücher
- Find a career in auto mechanics. New York 1975.
- Here is your career. The building trades. New York 1975.
- Conservation. The challenge of reclaiming our plundered land. New York 1973.

Westernromane
- Go for your gun. New York 1955.
  - deutsch: Hart auf den Fersen. Ullstein, Frankfurt/M. 1977, ISBN 3-548-03324-5.
- Yellowstone passage. New York 1954.
  - deutsch: Gold am Yellowstone. Ullstein, Frankfurt/M. 1977, ISBN 3-548-03352-0.
- The guns of Fort Petticoat. New York 1957.
  - deutsch: Das einsame Fort. Heyne, München 1968 (früherer Titel: Das Haus der einsamen Frauen, 1957).
- Border fever.
  - deutsch: Der Furchtlose. Flatau-Verlag, München 1956.
- Unarmed killer. New York 1957.
  - deutsch: Der Mann aus Kansas. AWA-Verlag, München 1958 (übersetzt von Hansheinz Werner)
  - deutsch: Die nackte Faust. Heyne, München 1967 (übersetzt von Otto Kühn)
- Eat dog or die. New York 1952.
  - deutsch: Heißer Boden. AWA-Verlag, München 1956.

### Als Will Hickok
- Web of gunsmoke. New York 1955.
- The restless gun. New York 1959.
- Trail of the gun. New York 1960.

## Verfilmungen
- George Marshall (Regie): Das Fort der mutigen Frauen. 1957 (nach der Erzählung Petticoat Brigade)[2]